# Dev Narayan Chaudhary
Dev Narayan Chaudhary (Katmandu, 13 febbraio 1972) è un ex calciatore nepalese, di ruolo difensore.

## Carriera

### Club
Ha giocato nella prima divisione nepalese.

### Nazionale
Tra il 1994 ed il 2003 ha segnato un gol in 18 presenze con la maglia della nazionale nepalese.